# 川西獐牙菜
川西獐牙菜（学名：Swertia mussotii）为龙胆科獐牙菜属下的一个种。

## 扩展阅读
- 維基物種上的相關：川西獐牙菜